# Azolla
Genre
Azolla (les azollas en français) est un genre de fougères aquatiques de la famille des Salviniaceae (autrefois, ou parfois encore à ce jour, genre unique de la famille des Azollaceae). Les tapis d'azolla couvrant l'eau ou poussés par le vent vers une berge deviennent rapidement si denses qu'ils empêchent la lumière du soleil de pénétrer la masse d'eau, pouvant contribuer à des phénomènes de dystrophisation.
Les espèces de ce genre présentent une association symbiotique avec des cyanobactéries. Ces microorganismes sont regroupés au niveau de cryptes sur la face inférieure de la feuille flottante : elles sont ainsi protégées. La symbiose permet à la fougère de mieux se développer en profitant des capacités d'absorption d'azote atmosphérique des cyanobactéries (l'azote étant en général le nutriment limitant la croissance des plantes).

## Utilisation

### Alimentation animale
En plus de sa culture traditionnelle en tant que bio-engrais dans les rizières (en raison de sa capacité à fixer l'azote dans le sol), Azolla a trouvé une utilisation dans la production d'aliments du bétail. Azolla est riche en protéines, acides aminés essentiels, vitamines et minéraux. Les études montrent que l'alimentation avec des Azolla de vaches laitières, porcs, canards et poulets, permet des augmentations significatives dans la production de lait, le poids des poulets et la production d'œufs par rapport aux aliments conventionnels. Une étude de la FAO décrit comment Azolla incorporé dans la biomasse agricole, réduit la nécessité d'apports complémentaires.
Limites : voir Azolla filiculoides#Limites aux usages agronomiques et en alimentation animale

### Association
Azolla a été utilisé, pendant au moins mille ans dans les rizières comme plante compagne, en raison de sa capacité à la fois à fixer l'azote, et à bloquer la lumière pour éviter toute concurrence d'autres plantes, mis à part le riz, qui est repiqué assez grand pour dépasser de l'eau à travers la couche d’Azolla.

### Larvicide
En plus de son rôle en tant que biofertilisant, les espèces d’Azolla ont été utilisées pour contrôler les larves de moustiques dans les rizières. La plante pousse en un tapis épais sur la surface de l'eau, réduisant la vitesse à laquelle l'oxygène se dissout dans l'eau, et étouffant effectivement les larves.

### Reproduction
L'hiver l'azolla meurt. Les spores que cette fougère a rejetées à l'automne lui permettent d'être à nouveau présente au printemps suivant.  Mais c'est la  division de ses tiges qui lui permet de peupler rapidement un milieu.

## Paléoclimatologie et géologie
Il y a 48,5 millions d'années, un refroidissement climatique survient à l'échelle de la planète. Dans l'Océan arctique en état de quasi-fermeture, ce qui entraîne un adoucissement de ses eaux,  des fougères azolla se mettent à proliférer et auraient alors recouvert  cet océan durant 800 000 ans. L'état anoxique de ses fonds aurait permis la séquestration du carbone produit sous forme d'hydrocarbures dont les gisements sont actuellement en voie d'exploitation.

## Espèces
- Azolla caroliniana Willd.
- Azolla filiculoides Lam.
- Azolla japonica Franch. & Sav.
- Azolla mexicana Schlecht. & Cham. ex K. Presl
- Azolla microphylla Kaulf.
- Azolla nilotica Decne. ex Mett.
- Azolla pinnata R. Br.

#### Famille desAzollaceae
- (en) Flora of North America : Azollaceae
- (en) Madagascar Catalogue : Azollaceae
- (en) Flora of Missouri : Azollaceae
- (en) FloraBase (Australie-Occidentale) : classification Azollaceae
- (fr) Tela Botanica (France métro) : Azollaceae
- (fr + en) ITIS : Azollaceae
- (en) GRIN : famille Azollaceae Wettst. (+liste des genres contenant des synonymes)

#### Azolla
- (en) Flora of North America : Azolla
- (en) Madagascar Catalogue : Azolla
- (en) Flora of Missouri : Azolla
- (en) FloraBase (Australie-Occidentale) : classification Azolla
- (fr) Tela Botanica (France métro) : Azolla Lam.
- (fr + en) ITIS : Azolla Lam.
- (en) NCBI : Azolla (taxons inclus)
- (en) GRIN : genre Azolla Lam. (+liste d'espèces contenant des synonymes)
- (en) Tropicos : Azolla Lam.  (+ liste sous-taxons)